# Majka (owady)
Majka, pryszczel, kantaryda (Lytta) – rodzaj chrząszczy z rodziny oleicowatych i podrodziny Meloinae. Obejmuje około 110 opisanych gatunków.

## Ekologia i występowanie
Larwy przedstawicieli rodzaju są kleptopasożytami i parazytoidami pszczół, głównie porobnic, smuklikowatych, miesierkowatych i lepiarkowatych. Pierwsze stadium stanowi trójpazurkowiec, który trafia do gniazda gospodarza dzięki forezji.
Rodzaj głównie holarktyczny, w krainie orientalnej ograniczony do południowych Chin i Tajwanu, a w krainie neotropikalnej sięgający od Meksyku do Panamy. W Europie, w tym w Polsce, występuje tylko pryszczel lekarski.

## Taksonomia
Takson ten wprowadzony został w 1775 roku przez Johana Christiana Fabriciusa. Gatunkiem typowym jest Meloe vesicatorius. Obejmuje około 110 opisanych gatunków, zgrupowanych w dziewięciu podrodzajach:
- Lytta (Adicolytta) Selander, 1960
- Lytta (Asiolytta) Kaszab, 1962
- Lytta (Indiolytta) Selander, 1960
- Lytta (Lytta) Fabricius, 1775
- Lytta (Mesolytta) Kaszab, 1962
- Lytta (Paralytta) Selander, 1960
- Lytta (Phompodea) LeConte, 1862
- Lytta (Poreospasta) Horn, 1868
- incertae sedis
  - Lytta cochimi Pinto, 2022